# Djaghataïdes
La dynastie des Djaghataïdes est issue de Djaghataï, deuxième fils de Gengis Khan et de Börte. Leur fief, le khanat de Djaghataï, couvrait l’Asie centrale.
En 1334, à la suite de la conversion à l’islam du khan Tarmachirin, le khanat éclata en deux parties : la Transoxiane musulmane et le Mogholistan (« pays des Mongols ») bouddhiste.
Dans la seconde moitié du XIVe siècle et la première moitié du XVe siècle, les khans de Transoxiane n’eurent qu’un pouvoir nominal et furent nommés par leurs ministres ou par Tamerlan et ses descendants.
La dynastie survécut au Turkestan chinois (Xinjiang) jusqu’à la fin du XVIe siècle.

## Liste des Khans djaghataïdes
Khanat unifié
- 1227-1242 : Djaghataï
- 1242-1246 : Qara Hülegü
- 1246-1252 : Yisu Mengü
- 1252-1261 : Mubarak Shah
- 1261-1266 : Alghu
- 1266-1266 : Mubarak Shah
- 1266-1271 : Baraq
- 1271-1272 : Nikkai Oghul
- 1272-1274 : Tuga Temür
- 1276-1306 : Duwa
- 1306-1307 : Kundjuk
- 1307-1309 : Taliku
- 1309-1320 : Esen Boga
- 1320-1326 : Kebek
- 1326-1326 : Eljigidei
- 1326-1326 : Duwa Temür
- 1326-1333 : Tarmachirin
- 1334-1334 : Buzan
- 1334-1338 : Djenkchi